# Тацуми, Фуса
Фуса Тацуми (яп. 巽 フ サ; 25 апреля 1907 — 12 декабря 2023) — японская долгожительница, возраст которой подтверждён Исследовательской группой геронтологии (GRG) и Группой LongeviQuest (LQ). На момент смерти она являлась старейшим из ныне живущих жителей Японии, а также вторым по возрасту жителем префектуры Осака в истории после Мисао Окава. Также она являлась 2-м старейшим живущим человеком на Земле после Марии Браньяс Мореры и 17 старейшим подтверждённым в мире. Её возраст составлял 116 лет 231 день.

## Биография
Фуса Тацуми родилась в Японии 25 апреля 1907 года и была пятым из шести ребёнком в семье.
В 1939 году она вышла замуж за Рютаро Тацуми.
После окончания начальной школы она занималась чайной церемонией, цветочной композицией. Она работала в семейном саду примерно до 55 лет, выращивая персики, сливы и виноград.
В возрасте 70 лет, Фуса Тацуми сломала бедро.
В апреле 2017 года Тацуми отпраздновала своё 110-летие небольшим праздником. Её возраст был подтвержден GRG 13 августа 2019 года. В сентябре 2019 года она считалась вторым по возрасту живым человеком в префектуре Осака, Япония, после Кацуко Накадзимы, но в сентябре 2020 года она уже была указана в ежегодном отчёте как самая старая.
Тацуми стала самым старым подтверждённым живым человеком в Японии после смерти Канэ Танаки 19 апреля 2022 года. Однако об этом было объявлено только 25 апреля, в день 115-летия Фусы.
Тацуми жила в Касиваре, Осака, Япония, и являлась вторым по возрасту подтверждённым живым человеком в мире.
Скончалась 12 декабря 2023 года в возрасте 116 лет.

## Рекорды долгожителя
- 19 апреля 2022 года, после смерти Канэ Танаки, Фуса Тацуми стала старейшим живущим человеком Японии.
- 25 апреля 2022 года Фуса Тацуми стала 61-м человеком в истории, отметившим 115 лет.
- 27 июня 2022 года, после смерти Касильды Бенегас, Фуса Тацуми стала 4-м старейшим живущим человеком Земли.
- 14 июля 2022 года Фуса Тацуми вошла в число 50 старейших людей в истории.
- 19 августа 2022 года, после смерти Теклы Юневич, Фуса Тацуми стала 3-м старейшим живущим человеком.
- 6 января 2023 года Фуса Тацуми вошла в число 30 старейших людей в истории.
- 17 января 2023 года, после смерти Люсиль Рандон, Фуса Тацуми стала 2-м старейшим живущим человеком после  Марии Браньяс Мореры.
- 25 апреля 2023 года Фуса Тацуми стала 27-м человеком в истории, отметившим своё 116-летие.
- 22 августа 2023 года вошла в число 20 старейших людей в истории.